# Ceylon-Weißspitzmaus
Die Ceylon-Weißspitzmaus (Crocidura miya) ist eine Spitzmausart, die endemisch auf Sri Lanka vorkommt. Sie hat eine Körperlänge von 8–9 Zentimetern, die Länge des Schwanzes beträgt 4–4,5 Zentimeter.

## Aussehen
Diese Art hat ein rotbraunes Fell, der Bauch und die Kehle sind weiß. Die dünnen Pfoten sind nackt, der Schwanz ist spärlich behaart. Der Kopf ist lang und die Stirn ist sehr flach. Der übrige Körperbau ist eher länglich und der Rücken ist flach.

## Verbreitung und Lebensraum

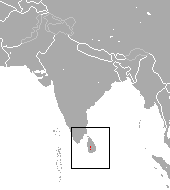
Verbreitungskarte der Ceylon-Weißspitzmaus

Die Ceylon-Weißspitzmaus kommt nur in den feuchten und trockenen Wäldern und den Savannen auf der Insel Sri Lanka vor.

## Lebensweise
Sie lebt vorwiegend auf dem Waldboden. Dort sucht die Ceylon-Weißspitzmaus vor allem nach Wirbellosen. Gelegentlich frisst sie auch kleinere Eidechsen oder Jungvögel. Um ihre Feinde zu verschrecken, nutzt sie ihre Duftdrüsen, die einen penetranten Geruch verströmen.

## Fortpflanzung
Die Fortpflanzungsperiode dauert vom März bis November. Das Weibchen bringt in dieser Zeit bis zu 5 Mal Würfe von ca. 6 Jungen oder mehr zu Welt. Im Nest verbleiben die Jungen die ersten 8 Tage ihres Lebens. Danach verlassen sie das Nest, indem jedes Junges dem vorangehenden Tier fest in den Schwanz beißt.

## Gefährdung und Schutz
Die IUCN listet diese Art in der Kategorie Endangered (stark gefährdet). Die Gründe hierfür sind die kleine Individuenzahl, die Umwandlung ihres Lebensraumes in landwirtschaftliche Flächen, Pestizideinsatz, der Holzeinschlag und Waldbrände. Ob die Art in geschützten Gebieten vorkommt, ist nicht geklärt. Für weitere Schutzmaßnahmen ist die Biologie der Art noch ungenügend erforscht.